# Cyrestis nobilior
Cyrestis nobilior är en fjärilsart som beskrevs av Martin 1903. Cyrestis nobilior ingår i släktet Cyrestis och familjen praktfjärilar. Inga underarter finns listade i Catalogue of Life.